# Dylan Ratigan

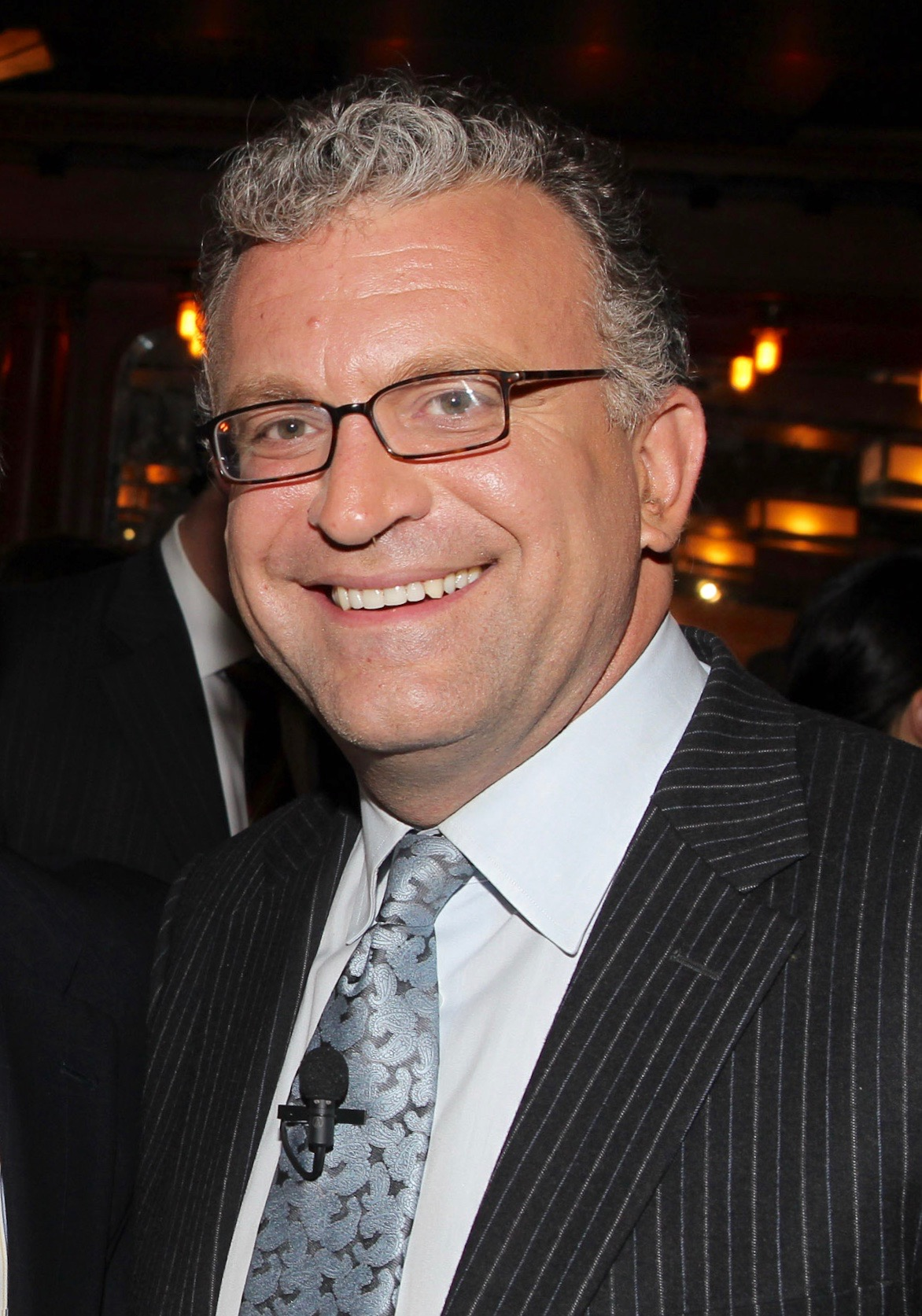
Dylan Ratigan (2012)

Dylan James Alexander Ratigan (* 19. April 1972 in Saranac Lake, New York) ist ein US-amerikanischer Journalist und Fernsehmoderator. Ratigan moderierte die eponyme Sendung The Dylan Ratigan Show im Programm des US-Nachrichtensenders MSNBC. 

## Leben und Arbeit
Nach dem Schulbesuch studierte Ratigan am Union College in Schenectady (New York), wo er einen Bachelor-Abschluss in Politischer Ökonomie erwarb. 
In den 1990er Jahren arbeitete Ratigan als Wirtschaftskorrespondent für Bloomberg Television und als Redakteur für Finanzfragen beim Bloomberg News Service. Während seiner Zeit bei Bloomberg entwickelte er außerdem die Sendung Morning Call, die er zeitweise auch moderierte. Hinzu kamen Artikelveröffentlichungen in Zeitungen wie der New York Times, der Washington Post, dem Miami Herald und der Chicago Tribune sowie Beiträge für ABC News.
2004 wurde Ratigan mit dem Gerald Loeb Award für seine Berichterstattung über den Enron-Skandal ausgezeichnet.
Vom 3. Oktober 2005 bis zum Januar 2007 moderierte Ratigan die Sendung On the Money im Programm des auf Wirtschaftsnachrichten spezialisierten Senders CNBC. Daneben übernahm er die Sendung Bullseye, die er knapp eineinhalb Jahre präsentierte. Später entwickelte er zusammen mit Susan Krakower die Show Fast Money, die er vom 21. Juni 2006 bis zu seinem Ausscheiden bei CNBC präsentierte.
Am 29. Juni 2009 erhielt Ratigan mit Morning Meeting eine eigens auf ihn zugeschnittene Sendung im werktäglichen Frühstücksprogramm von MSNBC. Zum Jahreswechsel 2009/2010 verließ er die Sendung, um stattdessen die Moderation der nach ihm benannten Dylan Ratigan Show zu übernehmen, die MSNBC unter der Woche nachmittags ausstrahlte. Die Sendung lief vom 11. Januar 2010 bis zum 22. Juni 2012.